# Hendrik Albertus Geldenhuys
Hendrik Albertus Geldenhuys (* 7. August 1925; † 8. Februar 1990) war ein südafrikanischer Diplomat.

## Leben
1960 heiratete er Erika Diethelm; sie hatten eine Tochter und einen Sohn. 1951 war er Gesandtschaftssekretär dritter Klasse im südafrikanischen Hochkommissariat in London. Von 30. April 1957 bis 28. Juni 1957 diente er als Gesandtschaftssekretär zweiter Klasse und Geschäftsträger in Bern. 1971 war er Botschaftsrat in Köln. Vom 15. März 1975 bis 1979 war er Botschafter in Buenos Aires und bei Augusto Pinochet und Hugo Banzer Suárez akkreditiert. Von 1. Dezember 1980 bis 1. Dezember 1983 war er Botschafter in Bern. Von 1. Dezember 1983 bis 1985 war er  Botschafter in Ottawa. Am 7. Juni 1987 wurde er zum Botschafter in Paris ernannt. Am 19. Juni 1987 wurde er von François Mitterrand nicht empfangen, da Pierre-André Albertini seit Oktober 1986 in der Ciskei inhaftiert war. Geldenhuys wurde am 20. Juli 1987 zurückberufen. Pierre-André Albertini wurde am 7. September 1987 ausgetauscht und Geldenhuys am 2. Oktober 1987 von François Mitterrand zur Entgegennahme des Akkreditierungsschreibens empfangen.